# 19132 Le Clezio
19132 Le Clezio este o planetă minoră (asteroid), cu un diametru de 8,074 km, din centura de asteroizi. A fost descoperită pe 13 februarie 1988 la Observatorul European Austral de Eric Walter Elst și a fost numită după Jean-Marie Gustave Le Clézio. 
Obiectul prezintă o orbită caracterizată de o semiaxă mare de 2,7719205 UAi, o excentricitate de 0,16, o înclinație de 7,56368 ° în raport cu ecliptica.